# Gare de Bartenheim
La gare de Bartenheim est une gare ferroviaire française de la ligne de Strasbourg-Ville à Saint-Louis, située sur le territoire de la commune de Bartenheim dans le département du Haut-Rhin en région Grand Est.
Elle est mise en service en 1840 par la Compagnie du chemin de fer de Strasbourg à Bâle. 
C'est une halte voyageurs de la Société nationale des chemins de fer français (SNCF) du réseau TER Grand Est, desservie par des trains express régionaux.

## Situation ferroviaire
Établie à 262 mètres d'altitude, la gare de Bartenheim est située au point kilométrique (PK) 128,077 de la ligne de Strasbourg-Ville à Saint-Louis, entre les gares de Sierentz et de Saint-Louis-la-Chaussée.

## Histoire
La « station de Bartenheim » est mise en service le 25 octobre 1840 par la Compagnie du chemin de fer de Strasbourg à Bâle, lorsqu'elle ouvre à l'exploitation la section de Mulhouse à Saint-Louis. Elle est établie sur le territoire du ban communal de Bartenheim, qui compte 2 240 habitants. La station est établie après le village au passage à niveau de la route royale de Bar-le-Duc à Bâle. C'est l'une des vingt stations qui étaient prévues sur le projet d'origine de la ligne et confirmées sur les études définitives.
Au début des années 2000, la gare est réaménagée dans le cadre du Programme d'aménagement des gares (PAG) de la région Alsace.

## Fréquentation
De 2015 à 2024, selon les estimations de la SNCF, la fréquentation annuelle de la gare s'élève aux nombres indiqués dans le tableau ci-dessous.
| Année     | 2015    | 2016    | 2017    | 2018    | 2019    | 2020   | 2021   | 2022    | 2023    | 2024    |
| --------- | ------- | ------- | ------- | ------- | ------- | ------ | ------ | ------- | ------- | ------- |
| Voyageurs | 140 142 | 141 588 | 145 840 | 139 801 | 143 212 | 86 048 | 93 691 | 116 030 | 129 259 | 136 895 |

## Service des voyageurs

### Accueil
Halte SNCF, c'est un point d'arrêt non géré (PANG) à accès libre. Elle est équipée d'un automate pour l'achat de titres de transport, de deux quais avec abris et de panneaux lumineux.

### Desserte
Bartenheim est une halte voyageurs SNCF du réseau TER Grand Est desservie par des trains express régionaux de la relation : Mulhouse Ville - Bâle SNCF.

### Intermodalité
Un parc pour les vélos et un parking pour les véhicules y sont aménagés. En complément de la desserte ferroviaire, elle est desservie par des cars TER sur la relation Mulhouse - Bâle.